# Hamir Labidah
Hamir Labidah (tiếng Ả Rập: حيمر لابدة), cũng được gọi Haymar Labidah, Haymar Labdah hoặc Himar Labda, là một ngôi làng nằm cách 15 kilômét (9,3 mi) phía nam Manbij ở miền bắc Syria. Trong cuộc điều tra dân số năm 2004, nó có dân số 3681. Vào tháng 7 năm 2016, ngôi làng đã được ISIL kiểm soát. Nó được SDF kiểm soát vào ngày 20 tháng 8 năm 2016.